# 125592 Бутієрс
125592 Бутієрс (125592 Buthiers) — астероїд головного поясу, відкритий 15 грудня 2001 року.
Тіссеранів параметр щодо Юпітера — 3,407.